# Азійське товариство Мумбаї
18°55′56″ пн. ш. 72°50′10″ сх. д. / 18.93216667° пн. ш. 72.83621944° сх. д.

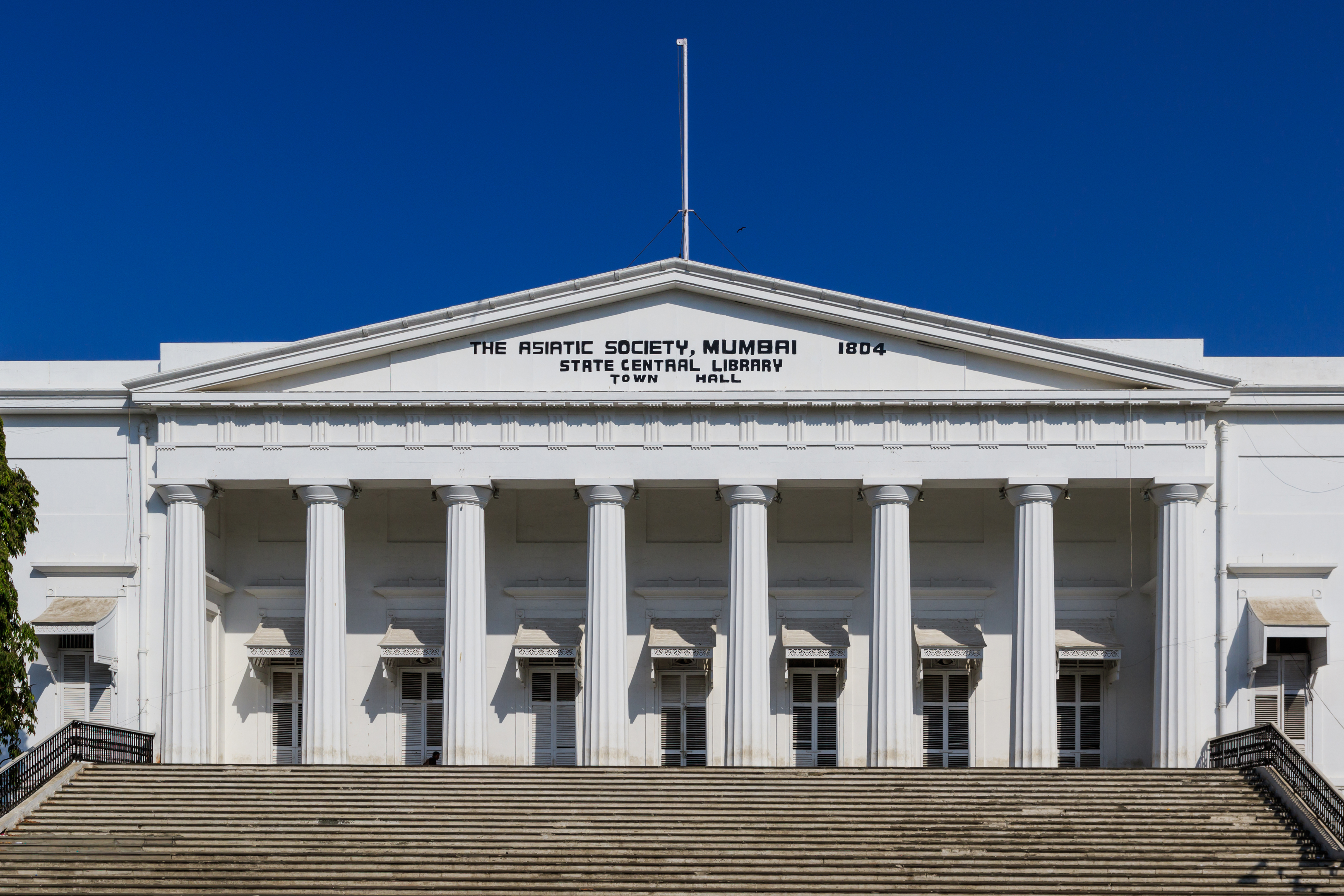
Азійське товариство Мумбаї

Азійське товариство Мумбаї (англ. The Asiatic Society of Mumbai) — сходознавча організація, розташована в Мумбаї, Індія.

## Історія
Це товариство започатковане Літературним товариством Бомбея, перше зібрання якого відбулося в Бомбеї 26 листопада 1804 року в офіційній резиденції губернатора Джонатана Дункана, і було засноване сером Джеймсом Макінтошем. Можливо, ідея заснування цього товариства належить самому губернатору Дункану й історику Вільяму Ерскіну. Справа в тому, що ці двоє громадських діячів вже були серед засновників подібного товариства — Азійського товариства у Колкаті.
У 1829 році, за пропозицією Королівського азійського товариства в Лондоні, Літературне товариство Бомбея об'єдналося з ним на умовах збереження адміністративної та фінансової незалежності і стало відомим як Бомбейське відділення (англ. the Bombay Branch) цієї лондонської організації. Членами товариства спочатку могли стати лише європейці, але вже з 1840 року доступ був відкритий й індійцям. У товариство поступово вступали як видатні вчені (пандит Бхагванлал Індраджи і Б. Д. Лал), так і просто відомі люди міста. Уже в 1885 році обирається перший індійський президент товариства — К. Т. Теланг. Своїми заслугами в науці стають відомими члени товариства — сер Р. Бхандаркар, Дж. Моді та Джон Фейтфул Фліт.
У 1873 році з Бомбейським відділенням об'єдналося Бомбейське географічне товариство, а в 1896 році — Антропологічна спілка Бомбея.
У 1947 році, після здобуття Індією незалежності, було прийнято назву Азійське товариство Бомбея. З 1954 року, за пропозицією уряду Індії, дана організація вважається однією з чотирьох головних бібліотек, мета яких — збереження, отримання та каталогізація книг, що вийшли в будь-якому місці Індії й всіма індійськими мовами. У 2005 році товариство отримало свою теперішню назву — Азійське товариство Мумбаї . Воно фінансується на основі щорічного гранда від Індійського уряду.
Одним із найбільших наукових досягнень товариства став випуск багатотомного дослідження П. В. Кане «Історія Дхармашастри» (англ. History of Dharmashastra), що виходив у 1930—1962 роках. За цю науково-дослідницьку роботу вчений отримав найвищу нагороду Індії під назвою «Бхарата-ратна».

## Рідкісні колекції товариства

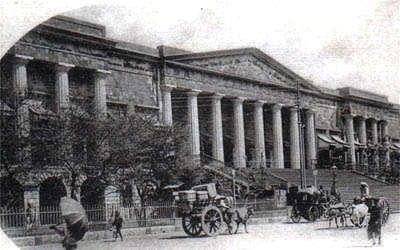
Товариство в перші роки заснування

Бібліотека товариства містить понад 100 тисяч книг, з яких близько 15 тисяч визнані рідкісними і цінними виданнями. Тут також розміщені багато безцінні артефакти й понад 3 тисячі стародавніх рукописів перською мовою, на санскриті і пракриті. Рукописи виконані як на папері, так і на пальмових листках. Нумізматична колекція товариства, яка складається із понад 50 тисяч монет, включає в себе, наприклад, золоту монету Кумарагупти I, рідкісний золотий мухр Акбара І і монети, виготовлені Шиваджі. Кількість географічних карт, які тут зберігаються, становить понад 1300 примірників.
До найбільш цінних екземплярів книжкового зібрання включено:
- Одна з тільки двох відомих оригінальних копій «Божественної комедії» Данте. Датується рукопис 1350 роком.
- Рукопис «Васупудж'ячаріти» (1242), санскритського тексту про життя джайнського тіртханкара Васупудж'ї.
- Рукопис «Шах-наме» Фірдоусі перською мовою та з ілюстраціями.
- Рукопис 3-ї книги «Магабгарати» «Араньякапарви», що датується 16-м століттям.

## Журнал
Літературне товариство Бомбея видавало свої праці під назвою Transactions of the Literary Society of Bombay. Пізніше, в 1841 році, було розпочато випуск журналу Бомбейского відділення Королівського азійського товариства (англ. Journal of the Bombay Branch of the Royal Asiatic Society). У 1955—2001 рр. назвою журналу було Journal of the Asiatic Society of Bombay, а з 2005 року журнал став виходити під назвою Journal of the Asiatic Society of Mumbai.